# Муга
Муга (кат. і ісп. Muga) — річка в Іспанії.
Довжина річки — 58 км. Витоки Муги розташовані на схилах гори Монтнегре у Східних Піренеях на висоті 1210 м над рівнем моря, річка протікає по території каталонської провінції Жирона і впадає в Затоку Троянд.
На Музі восени часто відбуваються паводки, найвідоміша катастрофічна повінь у жовтні 1940 року. Клімат у долині річки — типово середземноморський, щороку випадає близько 680 мм опадів, середньорічна температура +17 °C. 